# Stadio Ettore Mannucci
Lo stadio Ettore Mannucci è un impianto sportivo polifunzionale della città italiana di Pontedera (PI), che ospita gli incontri interni del Pontedera, club calcistico locale, militante in Serie C e di atletica leggera (Polisportiva Valdera, Pontedera Atletica).

## Storia
Lo stadio (inizialmente noto come Stadio comunale) è stato costruito negli anni 1960 in sostituzione del vecchio Stadio Marconcini, oramai circondato da edifici e quindi non più ampliabile. È stato dedicato nel 2002 a Ettore Mannucci, attaccante pontederese che tra gli anni 1940 e 1950 aveva giocato in Serie A, con le maglie di Pro Patria e Juventus.
In questo stadio si sono disputate alcune partite valide per diverse edizioni del Torneo di Viareggio e alcuni concerti.
Nel 2005 ha ospitato quattro partite, tra cui la finale, degli Europei Under 17 giocati in Italia.
Il 1º giugno 2007 ha ospitato la partita Italia-Albania under 21, valevole per le qualificazioni agli Europei di categoria del 2009, finita 4-0 per gli azzurrini.
Nell'estate 2012, dopo la promozione in Lega Pro Seconda Divisione del Pontedera, l'impianto ha subìto dei lavori di ammodernamento, nel corso dei quali è stato implementato un nuovo campo di gioco in erba sintetica e sono state aggiunte due piccole tribune (una per il settore ospiti e l'altra per quello casalingo) a fianco della tribuna principale.
Nel mese di agosto del 2014, il Tuttocuoio (squadra di calcio di San Miniato), neopromosso in Lega Pro per la stagione di Lega Pro 2014-2015, non disponendo di un campo adeguato alla terza serie, ha deciso di disputare le gare casalinghe allo stadio Mannucci, pagando l'affitto al Pontedera per l'intera stagione. A giugno del 2015 Pontedera e Tuttocuoio hanno rinnovato tale accordo anche per la stagione di Lega Pro 2015-2016.
Tra il 2021 e il 2022 altre due squadre di Serie C sprovviste di campo omologato (il Montevarchi e il Monterosi Tuscia) hanno transitoriamente adottato il Mannucci come terreno interno.

## Struttura
Lo stadio ha solamente due tribune: quella centrale, totalmente coperta, e quella ospiti. Durante il "periodo d'oro" del Pontedera, nel triennio 1993-1995, (con la squadra che disputava la Serie C1) sono state allestite delle tribune laterali provvisorie.
Durante la partita Pontedera-Livorno, nel dicembre 1993, è stato stabilito il record di spettatori, con 6.000 tifosi divisi equamente tra le due squadre.